# Абрагам Езау
Абрагам Роберт Езау (нім. Abraham Robert Esau; 7 червня 1884 — 12 травня 1955) — німецький фізик, піонер німецького руху радіоаматорів, доктор філософії з природничих наук. Кавалер Лицарського хреста Хреста Воєнних заслуг.

## Біографія
Після закінчення данцигської гімназії Святих Петра і Павла вивчав фізику в університетах Данцига і Берліна. В 1906-09 роках — помічник Макса Віна. В 1909-10 роках служив добровольцем в радіодивізіоні телеграфного батальйону №1. В 1912 році вступив на роботу в фірму Gesellschaft für drahtlose Telegraphie, System Telefunken і присвятив себе питанням радіозв'язку. Від імені компанії в 1913 році побудував радіостанцію Каміна в Того в рамках проекту будівництва мережі радіозв'язку між німецькими колоніями і Німеччиною. Учасник Першої світової війни, був взятий в полон французькими військами. В 1919 році звільнений. 
Після війни Езау займався питанням міжнародного радіозв'язку. В 1925 році здійснив першу в світі ультракороткохвильову радіопередачу між Єною і Калою. 28 липня 1925 року заснував і очолив першу Асоціацію німецьких радіоаматорів (його радіопозивний був EK4AAL). З 1925 року — професор-асистент, з 1928 року — професор інженерної фізики Єнського університету. Езау був дуже популярним серед викладачів і студентів. З 1928 року разом з Ервіном Шліпгаке працював над можливістю використання коротких хвиль в медицині, особливо для лікування онкохворих. Хоча успіхи були виявлені навіть в неоперабельних пацієнтів, тоді цей метод не знайшов застосування в традиційній медицині, проте сьогодні він широко використовується. В 1930 році почав досліджувати можливість використання ультракоротких хвиль.
З березня 1932 по травень 1935 і з листопада 1937 по березень 1939 року — ректор Єнського університету. 1 травня 1933 року вступив в НСДАП (квиток №2 907 651). В 1939-45 роках — президент Імперського фізико-технічного інституту і професор військової техніки Вищого технічного училища Берліна. В квітні 1939 року зібрав першу конференцію Уранової асоціації. Під час Другої світової війни займався «Урановим проектом». З 1942 року — уповноважений представник рейхсмаршала з питань ядерної фізики, з 1944 року — уповноважений представник високочастотних досліджень. Езау проводив дослідження в сфері радіовимірів, в тому числі щодо розвитку сантиметрового діапазону хвиль. За допомогою розробленого ним магнетрону зміг досягти довжини хвилі менше двох міліметрів. Окрім цього, Езау був членом Роттердамської робочої групи.
Після Другої світової війни заарештований американськими військами і переданий нідерландській владі, де постав перед судом за звинуваченням у розграбуванні фірми Philips. В кінці 1948 року виправданий і депортований в Німеччину. Успішно пройшов денацифікацію. З 1949 року — керівник Інституту високочастотних технологій відділу Німецького науково-дослідного авіаційного інституту в Мюльгаймі-на-Рурі. Езау провів новаторські дослідження в сфері використання електричних і звукових хвиль (радарів і гідролокаторів) для визначення розташування, навігації і спостереження за погодою, а також використання ультразвуку при випробуванні матеріалів.

## Нагороди
- Пам'ятна медаль за кампанію в Африці (Королівство Італія; 1913)
- Залізний хрест 2-го і 1-го класу
- Почесний сенатор Ерлангенського університету
- Почесний член Вищого технічного училища Данцига
- Хрест Воєнних заслуг 2-го і 1-го класу
- Лицарський хрест Хреста Воєнних заслуг (23 серпня 1944)
- Почесний професор короткохвильової техніки Вищого технічного училища Аахена (1949)
- Почесний доктор медицини Фрайбурзького університету (1954)
- Почесний член різноманітних студентських товариств

В 1935 році був номінований на Нобелівську премію з фізики.